# Nakło (województwo podkarpackie)
Nakło – wieś w Polsce położona w województwie podkarpackim, w powiecie przemyskim, w gminie Stubno.
W latach 1975–1998 miejscowość położona była w województwie przemyskim.

## Historia
We wsi budowano tradycyjnie domy z dachem czterospadowym, krytym dachówką. Domy drewniane upodabniano często do murowanych, obijając je trzciną i tynkując oraz zdobiąc węgły boniowaniem. Wiele z nich zachowało się do dziś. Na kształt starych budowane są niekiedy domy współczesne.
Do 1998 r. istniał w Nakle cmentarz wojenny z I wojny światowej. Znajdował się przy drodze z Przemyśla do Stubna, naprzeciw cmentarza parafialnego. W 1990 r. na porośniętym drzewami owocowymi cmentarzu widać było trzy rzędy zbiorowych mogił ziemnych. W 1998 r. dokonano ekshumacji i szczątki pochowanych zostały przeniesione na cmentarz wojenny w Starzawie.
W latach 1905–1947 we wsi znajdowała się drewniana cerkiew św. Symeona i Anny (ukr. Церква Симеона і Анни). W jej miejscu w 1984 wzniesiono rzymskokatolicki kościół pw. Wniebowstąpienia Pana Jezusa.

## Etymologia nazwy wsi
Nazwa wsi należy do najstarszych nazw na prawym brzegu Sanu, i ze względu na jej polskie pochodzenie, często cytowana jest przez niektórych historyków, wskazuje bowiem na "prapolskość" tych ziem. Jej znaczenie w tym względzie podkreśla w swojej pracy Prapolski bastion toponimiczny w Bramie Przemyskiej i Lędzanie profesor Jerzy Nalepa:
Spośród tych nazw największą wartość przedstawia zwarty bastion zachodniosłowiańskich (prapolskich) nazw Stubno-Barycz-Nakło na wschód od Sanu, a na północny wschód od Przemyśla.

## Sport
We wsi działa piłkarski klub sportowy LKS Nakło występujący w sezonie 2016/2017 w rozgrywkach "A" klasy grupy przemyskiej